# Шапье, Анри
Анри Шапье (фр. Henry Chapier; 14 ноября 1933 ― 27 января 2019) ― французский журналист, кинокритик, телеведущий и кинорежиссёр.

## Биография
Анри Шапье родился в Бухаресте, Румыния, в семье юриста-международника и актрисы австрийского происхождения. Он покинул Румынию вместе со своей семьей в 1947 году.
Шапье начал карьеру кинокритика в 1958 году, сотрудничая с еженедельной газетой «Искусство» вместе с Франсуа Трюффо. Позже он стал работать стрингером в журнале L'Express и получил премию как лучший начинающий журналист в 1959 году. В том же году он стал главным редактором культурных страниц и кинокритиком газеты Combat до 1974 года. 
На Международном кинофестивале в Сан-Себастьяне в 1970 году он получил премию Серебряная раковина за свой первый фильм «Сила секса» от жюри, которое, как помнит Шапье, возглавлял Фриц Ланг. В 1973 году он снял полуэкспериментальный фильм «Любовь» с саундтреком Вангелиса Папатанассиу и сценарием, написанным Полом Моррисси и Энди Уорхолом.
В апреле 1974 года Филипп Тессон создал газету Le Quotidien de Paris, а Анри Шапье стал главным редактором ее культурных страниц. В 1978 году он присоединился к каналу France 3 в качестве редактора по вопросам кино и культуры. В 1981 году Шапье стал одним из трех главных редакторов программы Soir 3. Позже он создал телевизионную программу Le Divan, которую вел с 1987 по 1994 год. В том же году он покинул France 3 и стал президентом Европейского дома фотографии в 1996 году. В том же году он стал членом жюри Каннского кинофестиваля после того, как был членом жюри премии Золотая камера в 1988 году.
Шапье умер во сне у себя дома рано утром в воскресенье, 27 января 2019 года.

## Фильмография
- Сила секса, 1970
- Салют, Иерусалим, 1972
- Любовь, 1974

## Почести
- Орден «За заслуги» (Франция)
- Орден Почётного легиона